# Плотбищенское сельское поселение
Плотбищенское сельское поселение — муниципальное образование в составе Малмыжского района Кировской области России.
Центр — посёлок Плотбище.

## История
Плотбищенское сельское поселение образовано 1 января 2006 года согласно Закону Кировской области от 07.12.2004 № 284-ЗО.

## Население
| 2010 | 2012 | 2013 | 2014 | 2015 | 2016 | 2017 |
| ---- | ---- | ---- | ---- | ---- | ---- | ---- |
| 640  | ↘574 | ↘550 | ↘503 | ↘479 | ↘462 | ↘445 |
| 2018 | 2019 | 2020 | 2021 |      |      |      |
| ↘415 | ↘391 | ↘369 | ↘358 |      |      |      |

## Состав сельского поселения
В состав сельского поселения входят 2 населённых пункта
| № | Населённый пункт | Тип населённого пункта          | Население |
| - | ---------------- | ------------------------------- | --------- |
| 1 | Арпорек          | посёлок                         | 156       |
| 2 | Плотбище         | посёлок, административный центр | 484       |